# الشرف (تعز)
الشرف هي إحدى قرى جمهورية اليمن. وهي تتبع جغرافيًا لمحافظة تعز. وإداريًا لمديرية ماوية. يبلغ تعداد سكانها 961 نسمة حسب الإحصاء الذي جرى عام 2004.